# Pawło Taran
Pawło Ołeksandrowycz Taran, ukr. Павло Олександрович Таран (ur. 4 maja 1992 w Kijowie) – ukraiński hokeista, reprezentant Ukrainy.

## Kariera
- Biłyj Bars Biała Cerkiew (2008-2010)
- Junior Mińsk (2009-2010)
- Mietałłurg Żłobin (2010-2011)
- Berkut Kijów (2011-2012)
- Donbas Donieck 2 (2012-2013)
- HK Witebsk (2013-2015)
- MH Automatyka Stoczniowiec 2014 Gdańsk (2015)
- Donbas Donieck (2015-2017)
- HC Prešov Penguins (2017/2018)
- HK Dukla Michalovce (2017/2018)
- Zagłębie Sosnowiec (2018)
- Biłyj Bars Biała Cerkiew (2018-2020)
- HK Kramatorsk (2020-2022)
- Donbas Donieck (2022)
- Lehion Kałusz (2022-)

Wychowanek klubu Kryżynka Kijów. Występował w klubach ukraińskich i białoruskich. Od początku 2015 do maja tego roku był zawodnikiem. Od lipca 2015 zawodnik Donbasu Donieck. W lipcu 2016 przedłużył kontrakt o rok. Od końca stycznia 2018 zawodnik Zagłębia Sosnowiec. W 2018 ponownie został zawodnikiem Biłyjego Barsa Biała Cerkiew. W listopadzie 2020 przeszedł do HK Kramatorsk. Przed sezonem 2022/2023 został zawodnikiem Lehionu Kałusz. 
Grał w kadrach juniorskich Ukrainy. Uczestniczył w turniejach mistrzostw świata juniorów do lat 18 w 2009 oraz mistrzostw świata juniorów do lat 20 w 2011. W barwach seniorskiej kadry Ukrainy uczestniczył w turnieju kwalifikacyjnym na Zimowych Igrzyskach Olimpijskich 2018.

## Sukcesy
Klubowe
- Srebrny medal mistrzostw Ukrainy: 2009 z Biłyjem Barsem Biała Cerkiew
- Brązowy medal mistrzostw Ukrainy: 2012 z Berkutem Kijów
- Złoty medal mistrzostw Ukrainy: 2013 z Donbasem Donieck 2, 2016, 2017 z Donbasem Donieck